# 吴晓灵
吴晓灵（1947年1月—），四川威远人；原中国人民银行研究生部毕业，经济学硕士。曾长期在中国人民银行任职；是国家外汇管理局首位女局长；现任全国人民代表大会财政经济委员会副主任委员，中欧陆家嘴国际金融研究院院长、教授，清华大学五道口金融学院首任院长。著有《新一轮改革中的中国金融》、《中国的金融深化与金融改革》等学术著作；曾于1994年获孙冶方经济科学奖。

## 生平
吴晓灵1984年毕业于中国人民银行研究生部（今清华大学五道口金融学院），获经济学硕士；随即留校，任研究员。1985年，出任中国人民银行研究所应用理论研究室副主任；1988年，任《金融时报》社副总编辑。自1991年回到央行后，吴晓灵历任金融体制改革司副司长，央行政策研究室主任，国家外汇管理局副局长、局长；是中国首位女性外汇管理局长。1998年至2000年间，曾出任中国人民银行上海分行行长；2001年4月，任央行副行长，并再次兼任外管局局长。
2008年1月，61岁的吴晓灵卸任央行副行长职务；当年3月，在第十一届全国人大第一次会议上，当选全国人大常委会委员，并任全国人民代表大会财政经济委员会副主任委员。 2013年3月，再次连任第十二届全国人大常委会委员、全国人大财经委副主委 。

## 荣誉
2004年，吴晓灵被美国《华尔街日报》评为“年度全球最受关注的50位商界女性”，2005年再度入选。在2006年和2007年，吴晓灵两度入选美国《福布斯》“全球最有影响力的女性”排行榜。2011年12月，吴晓灵获评中国中央电视台2011年中国经济年度人物。